# James Simpson Jr.
James Simpson Jr. (7 de Janeiro de 1905 - 29 de Fevereiro de 1960) foi um Representante dos Estados Unidos de Illinois.
Nascido em Chicago, Illinois, Simpson estudou na St. Paul's School em Concord, New Hampshire de 1919 a 1922, na Westminster School em Salisbury, Connecticut de 1922 a 1925 e mais tarde foi aluno da Universidade de Harvard. Trabalhou como diretor da Marshall Field & Co. de 1931 a 1960.
Simpson foi eleito no Partido Republicano ao Septuagésimo terceiro Congresso (4 de Março de 1933 - 3 de Janeiro de 1935). Foi um candidato que não teve sucesso pela renomeação em 1934. Foi aceito na Ordem de Illinois em 1939. Era proprietário e gestor de fazendas perto de Wadsworth, Illinois e de Rapidan, Condado de Culpeper, Virgínia. Entrou no Corpo de Fuzileiros Navais dos Estados Unidos em 1943 e serviu trinta e seis meses com vinte e quatro meses na área do Pacífico e foi dispensado como capitão. Foi um assessor civil do Secretário do Exército dos Estados Unidos Robert Stevens em 1953 e 1954.
Morreu em sua fazenda perto de Wadsworth, Illinois no dia 29 de Fevereiro de 1960. Foi sepultado em Chicago no Graceland Cemetery.

## Ligação externa
- James Simpson Jr. (em inglês) no Find a Grave [fonte confiável?]